# Edo Šlajmer
Edo Šlajmer, slovenski kirurg, * 8. oktober 1864, Čabar (Hrvaška), † 23. december 1935, Ljubljana.

## Življenje
Zdravnik Šlajmer velja za začetnika sodobne kirurgije V Sloveniji. Uvedel je asepso, lumbalno in lokalno anestezijo, rentgen, organiziral sodobno kirurško službo in zasnoval operacijsko sobo. Sodeloval je pri načrtovanju bolnišnične stavbe ob Zaloški cesti. Poklicno se je sicer ukvarjal z abdominalno kirurgijo.
Po njem je imenovan Šlajmerjev park v Ljubljani, ki stoji med prav tako po njem imenovano Šlajmerjevo ulico in Zaloško cesto. V parku je postavljen spomenik kirurgu. Avtor parkovne ureditve je Jože Plečnik, originalni kip, monumentalen portret, je izdelal Zdenko Kalin. Na podstavku je od leta 2022 kopija ukradenega bronastega poprsja (kiparja Denis Dražetić, Denis Vučko).